# Batrachylodes gigas
Batrachylodes gigas är en groddjursart som beskrevs av Brown och Parker 1970. Batrachylodes gigas ingår i släktet Batrachylodes och familjen Ceratobatrachidae. IUCN kategoriserar arten globalt som otillräckligt studerad. Inga underarter finns listade.